# Drapetis aenescens
Drapetis aenescens är en tvåvingeart som beskrevs av Christian Rudolph Wilhelm Wiedemann 1830. Drapetis aenescens ingår i släktet Drapetis och familjen puckeldansflugor. Inga underarter finns listade i Catalogue of Life.